# Bear Peninsula
Bear Peninsula är en udde i Antarktis. Den ligger i Västantarktis. Inget land gör anspråk på området.
Terrängen inåt land är kuperad. Trakten är obefolkad. Det finns inga samhällen i närheten.